# Kristi korsbärande (Bosch)
Kristi korsbärande kan avse tre olika oljemålningar av den nederländske konstnären Hieronymus Bosch. Målningarna skildrar evangeliernas berättelse om Jesu lidande och död och mer specifikt hans sista vandring till berget Golgata där han korsfästes. 

## Wienversionen
Versionen i Wien dateras till perioden mellan 1490 och 1510 och är sedan 1923 utställd på Kunsthistorisches Museum. Troligtvis har den utgjort en vänsterdörr på ett flygelaltare vars baksida även varit bemålad med ett barn med en gåstol (snarare gå-ram), vanligtvis identifierat som Jesusbarnet. Övriga paneler i altarskåpet har förkommit. 
På framsidan skildras den törnekrönte Jesus böjd under tyngden av sitt kors och omgiven av illvilliga människor, varav en i ljusröd klädnad piskar honom – samma person förekommer i Madridversionen. På hans fötter har de fäst träblock med spik. I förgrunden syns de två rövare som korsfästes samtidigt med Jesus. I det apokryfa Nikodemusevangeliet namnges de som Gestas och Dismas. Den förre är den obotfärdige och avbildas till vänster, medan den botfärdige Dismas erkänner för en präst Jesu gudomlighet. 

## Madridversionen
Versionen i Madrid har med en dendrologisk analys av ekpannån daterats till tiden efter 1498. Den var 1574 i Filip II av Spaniens ägo och hängde då på El Escorial. Den är alltjämt i kunglig ägo och idag utställd på Kungliga slottet i Madrid. Jesus är avbildad böjd och med blicken fäst på betraktaren. Bakom honom går den vitklädde Simon från Kyrene som befallts att bistå den utmattade Jesus. I bakgrunden skymtar de sörjande Jungfru Maria och aposteln Johannes.

## Gentversionen
Versionen som sedan 1902 finns på Museum voor Schone Kunsten i Gent dateras av museet till tiden omkring 1510–1516 och den anses därmed ha utförts strax före konstnärens död. Senare forskning pekar dock mot att den inte är målad av mästaren själv och flera källor tillskriver den till en okänd konstnär i Boschs krets.
Bilden anses skildra kampen mellan ont och gott. En hop av människor, eller snarare deras huvuden, avbildas tätt packade – flera av de med groteska anleten. Den till synes kaotiska kompositionen är i själva verket strikt strukturerad utifrån två diagonaler där Jesus återfinns i deras skärningspunkt. Uppe till vänster avbildas Simon från Kyrene som med ansiktet riktat uppåt hjälper Kristus att bära korset. Till höger framställs den botfärdige rövaren med grått ansikte ovanför den obotfärdiga rövaren. I det nedre vänstra hörnet syns helgonet Veronika tränga sig mot strömmen av människor bärande svetteduken med Jesus avbildning.